# Suore di carità dell'Immacolata Concezione (Ivrea)
Le suore di carità dell'Immacolata Concezione sono un istituto religioso femminile di diritto pontificio: i membri di questa congregazione, dette suore d'Ivrea, pospongono al loro nome la sigla S.C.I.C.

## Storia
Le origini della congregazione risalgono al 1806, quando la fondatrice Antonia Maria Verna (1773-1838) si unì ad alcune compagne per fornire assistenza domiciliare agli ammalati e una formazione religiosa ai fanciulli di Rivarolo Canavese: in quel periodo il Piemonte era sotto il dominio napoleonico e la sede vescovile di Pinerolo era vacante (il vescovo eletto, Giuseppe Maria Grimaldi, a causa dell'instabilità politica, non era stato consacrato), quindi non era stato possibile erigere canonicamente l'istituto; solo nel 1823, grazie all'interessamento di alcuni parroci, la Verna riuscì a riprendere i contatti con le autorità civili ed ecclesiastiche e vide la sua congregazione riconosciuta con regio decreto di Carlo Felice del 7 marzo 1828.
L'istituto della Verna era ispirato alla compagnia delle figlie della carità di Vincenzo de' Paoli, tanto che i padri della Congregazione della missione di Torino cercarono di far unire le suore di Rivarolo all'analoga congregazione francese: per evitarlo, il vescovo di Ivrea Luigi Pochettini pose la congregazione della Verna alle dirette dipendenze dell'autorità ecclesiastica locale (27 novembre 1835).
Quando la congregazione era ancora di diritto diocesano, le suore di carità iniziarono ad espandersi sia in diverse regioni d'Italia (Liguria, Toscana, Campania, Puglia) che all'estero (Grecia, Turchia): ottenne il pontificio decreto di lode l'11 febbraio del 1901 e venne approvata da papa Pio X il 21 maggio 1904.

## Attività e diffusione
Le suore di carità dell'Immacolata Concezione si occupano della direzione asili, scuole e pensionati universitari, dell'assistenza agli anziani e ai disabili sia a domicilio che in case di cura, del servizio ai sacerdoti e nei seminari.
Oltre che in Italia, le suore operano in Albania, Argentina, Kenya, Libano, Libia, Messico, Stati Uniti d'America, Svizzera, Tanzania, Terra santa e Turchia. La sede generalizia è a Roma.
Al 31 dicembre 2005 l'istituto contava 928 religiose in 111 case.